# سی‌اس‌اس الیس
سی‌اس‌اس الیس (به انگلیسی: CSS Ellis) یک کشتی بود. این کشتی در سال ۱۸۶۰ ساخته شد.